# Angelo Mangiante
Angelo Mangiante (Roma, 27 aprile 1965) è un giornalista, telecronista sportivo ed ex tennista italiano, inviato di Sky Sport 24.

## Carriera

### Tennista
Da tennista ha raggiunto la posizione numero 708 della classifica mondiale ATP in singolare, stabilizzandosi inoltre alla posizione 732 della classifica mondiale di doppio fino all'età di 22 anni. Ha giocato tornei internazionali in Spagna, Israele, Ungheria, Bulgaria e nell'ex Jugoslavia. 
Successivamente ha conseguito la qualifica di Maestro Federale e di International Coach, allenando nel circuito l'allora numero 3 della classifica mondiale, la sudafricana Amanda Coetzer.

### Giornalista
Intraprende la carriera giornalistica collaborando con le riviste specializzate "Tennis Oggi", "Match-ball" e "Tennis Italiano" e successivamente con i quotidiani Il Messaggero e il Corriere dello Sport, seguendo le quattro prove del Grande Slam da Melbourne, Parigi, Londra e New York. Ha iniziato l'esperienza televisiva nel 1998 con Eurosport, nella versione italiana, come telecronista dei più prestigiosi tornei tennistici del circuito maschile ATP e femminile WTA, con una media di mille ore di telecronaca all'anno.
Nel 2001 passa a Stream TV, dove commenta come inviato sul posto i principali incontri del Torneo di Wimbledon, le Tennis Masters Cup di Lisbona (2000) e Sydney (2001), gli Internazionali d'Italia al Foro Italico e i tornei del circuito Masters Series. Oltre alle telecronache di tennis si occupa come inviato a bordocampo dei posticipi del campionato di calcio e della Champions League, compresa la finale di Champions League tra Milan e Juventus nel 2003 a Manchester.
Nel 2003, con la fusione di Tele+ e Stream TV, a Sky Sport continua a ricoprire il ruolo di inviato sul calcio e sul tennis. Principale inviato al seguito della Roma, sempre a Sky, dopo aver condotto il telegiornale Sport Time dal 2003 al 2008 su Sky Sport 1, svolge anche il ruolo di conduttore a Sky Sport 24. Ha seguito da inviato di Sky Sport varie edizioni del campionato mondiale di calcio, nel 2006 in Germania al seguito dell'Inghilterra, nel 2010 in Sudafrica con la conduzione degli studi live da Johannesburg e nel 2014 in Brasile con le dirette da Rio de Janeiro, negli studi all'IBC e a Copacabana. Come inviato ha seguito anche il campionato europeo di calcio del 2016 e quello del 2020, disputatosi nell’estate del 2021 a causa della pandemia di  COVID-19. Per quanto riguarda il tennis, ha seguito da inviato vari eventi, fra cui gli Internazionali d'Italia e la Coppa Davis.
Nel gennaio 2023 al Campidoglio di Roma è stato insignito del premio "Antenna d’Oro per la Tivvù".